# شهرستان بولخوفسکی
شهرستان بولخوفسکی (به لاتین: Bolkhovsky District) یک شهرستان در روسیه است که در استان اریول واقع شده‌است.